# ای-اند-ام رکوردز
ای‌اندام رکوردز (به انگلیسی: A&M Records) یک ناشر موسیقی آمریکایی است.این ناشر به گروه موسیقی یونیورسال تعلق دارد و در سال ۱۹۶۲ تشکیل شده‌است.